# Harry Potter e la camera dei segreti
Harry Potter e la camera dei segreti (titolo originale in inglese: Harry Potter and the Chamber of Secrets) è il secondo romanzo della saga high fantasy Harry Potter, scritta da J. K. Rowling e ambientata principalmente nell'immaginario Mondo magico durante gli anni novanta del XX secolo.
Ideato proprio nei primi anni novanta, Harry Potter e la Camera dei Segreti fu pubblicato poi nel 1998. Tradotto in 77 lingue, tra cui il latino e il greco antico, resta una delle più popolari opere letterarie del XX secolo. In Italia è stato pubblicato da Adriano Salani nell'ottobre 1999, con illustrazioni di Serena Riglietti e traduzione di Marina Astrologo.
Nel 2002 ne è stato tratto un adattamento cinematografico distribuito da Warner Bros. e diretto da Chris Columbus, che ha incassato quasi 880 milioni di dollari al botteghino mondiale.

## Trama
A Privet Drive, durante le vacanze estive, mentre la famiglia Dursley ha invitato a cena i coniugi Mason, due potenziali clienti della ditta di zio Vernon, Harry Potter viene relegato nella sua nuova stanza, dove si domanda perché i suoi amici non gli abbiano scritto durante tutta l'estate. Un elfo domestico di nome Dobby compare all'improvviso nella stanza di Harry e lo avverte di non tornare a Hogwarts, poiché altrimenti la sua vita sarebbe in pericolo. L'elfo poi confessa di aver nascosto le lettere degli amici di Harry per fargli credere che si fossero dimenticati di lui, sperando che a seguito di ciò il ragazzo non avrebbe più voluto tornare ad Hogwarts. Nonostante tutto, Harry vuole tornare a scuola, perciò Dobby decide di eseguire una magia, facendo cadere a terra la torta preparata da zia Petunia, per poi scomparire. Un gufo irrompe nel salotto dei Dursley, spaventando i Mason e portando a Harry una lettera ufficiale del Ministero della Magia, nella quale gli viene ricordato il divieto per i maghi minorenni di effettuare magie al di fuori della scuola (anche se l'incantesimo non è stato compiuto da lui) e viene avvertito che, se il fatto si ripeterà, verrà espulso. I Mason fuggono terrorizzati e zio Vernon, avendo scoperto che Harry non può fare magie fuori dalla scuola, decide di non permettergli di tornare ad Hogwarts, rinchiudendolo nella sua stanza e mettendogli delle sbarre alla finestra.
Quella stessa notte, i giovani fratelli Weasley (Ron e i gemelli Fred e George), a bordo di una vecchia Ford Anglia volante rubata al padre Arthur, liberano Harry e lo portano a casa Weasley, detta La Tana. Qui viene accolto affettuosamente dalla signora Weasley e da suo marito Arthur che lavora nell'Ufficio per l'Uso Improprio dei Manufatti dei Babbani, ufficio che si propone di dare la caccia ai maghi che usano la magia ai danni dei babbani. Mentre sono a tavola, i giovani maghi ricevono le lettere da Hogwarts con la prescrizione del materiale didattico per il nuovo anno scolastico che provvederanno ad acquistare, come al solito, a Diagon Alley. Ron vi si trasporta, stando in piedi nel camino della Tana, grazie alla Polvere Volante che lancia al suolo mentre pronuncia Diagon Alley. Quando è il turno di Harry, il protagonista, non avendo mai utilizzato la Polvere volante, pronuncia male il luogo e finisce con l'essere catapultato fuori dal camino del negozio di oggetti per le arti oscure Magie Sinister, nell'attiguo quartiere malfamato, Notturn Alley. Circondato da tetri manufatti, trova rifugio all'interno di un armadio, da dove vede entrare Draco Malfoy, seguito dal padre Lucius. Dallo spiraglio lasciato aperto, osserva la conversazione tra Lucius Malfoy e il proprietario Sinister: Lucius, preoccupato dalle ultime circolari dell'Ufficio del Ministero presso il quale lavora il padre di Ron, concorda un appuntamento presso la propria dimora al fine di vendere una serie di manufatti vietati, non meglio precisati. Al termine del dialogo, Harry attende il momento propizio per uscire dall'armadio ed uscire sui vicoli di Notturn Alley. Qui, circondato da loschi figuri, se la cava grazie all'arrivo tempestivo di Hagrid, che lo accompagna a Diagon Alley, ove incontra Hermione Granger e i Weasley e presenzia alla promozione del libro autobiografico Magicamente Io del vanesio Gilderoy Allock, futuro professore di Difesa contro le Arti Oscure in sostituzione di Quirinus Raptor. Il gruppo incontra anche Draco Malfoy e suo padre Lucius, il quale, al pari del figlio, non perde occasione per irritare il giovane mago magnificando Voldemort, per farsi beffe di Hermione ricordando le sue origini babbane e per deridere anche i Weasley, notando che, malgrado l'incarico ricoperto da Arthur al Ministero della Magia, devono accontentarsi di acquistare libri di seconda mano. Ne scaturisce uno scontro fisico, nel quale sia Lucius Malfoy che Arthur Wasley riportano delle ferite al volto, lievi solo grazie all'intervento di Hagrid che separa i due. Con disprezzo, Lucius Malfoy restituisce a Ginny uno dei tanti libri di seconda mano che aveva acquistato, che era caduto a terra a seguito dello scontro con il padre.
Il primo settembre, Ron e Harry tentano di accedere al binario 9 ¾ per prendere l'Espresso per Hogwarts ma non vi riescono, in quanto il passaggio magico tra i binari 9 e 10 sembra essere chiuso. Perso il treno, i due amici decidono di raggiungere la scuola guidando l'auto volante ma, una volta arrivati nei pressi di Hogwarts, si schiantano su un albero secolare presente nel parco della scuola, il Platano Picchiatore, che colpisce ripetutamente la loro auto rompendo la bacchetta di Ron. A seguito di ciò e del fatto che l'auto volante è stata avvistata da alcuni babbani, i due ragazzi rischiano l'espulsione, ma vengono graziati dal professor Silente e dalla professoressa McGranitt, che comunque è intenzionata ad informare le loro famiglie del fatto ed a punirli.
Qualche tempo dopo, durante la notte di Halloween, lungo i corridoi di Hogwarts, Harry inizia a sentire una voce fredda, perfida e sibilante che gli altri non riescono ad udire. Cercando la fonte della voce, Harry, Ron ed Hermione trovano Mrs Purr, la gatta del custode del castello, il signor Gazza, pietrificata. Vicino a lei, sul muro, c'è una scritta che dice “La camera dei segreti è stata aperta, temete, nemici dell'erede!”.
Pochi giorni dopo, a lezione, dietro richiesta degli studenti, il professor Rüf, il fantasma che insegna Storia della Magia, racconta che la scuola di Hogwarts venne fondata circa 1000 anni prima dai quattro maghi più celebri dell'epoca: Godric Grifondoro, Salazar Serpeverde, Tosca Tassorosso e Priscilla Corvonero. All'inizio i quattro fondatori vivevano in armonia, ma poi nacquero dei contrasti tra Salazar Serpeverde e gli altri tre, perché Serpeverde non voleva ammettere ad Hogwarts i figli di babbani dotati di poteri magici. Salazar lasciò quindi la scuola ma, prima di andarsene, secondo una leggenda, costruì una stanza nei sotterranei che sarebbe potuta essere aperta solamente da un suo erede e al cui interno si celava un mostro che, qualora liberato, avrebbe epurato Hogwarts dai figli di babbani. Harry, Ron e Hermione sospettano che l'erede sia Malfoy e decidono pertanto di usare la Pozione Polisucco, che consente di assumere l'aspetto di un'altra persona per un'ora, per estorcergli informazioni. Durante la preparazione della pozione, che richiede circa un mese, comincia il torneo scolastico di Quidditch e, durante la prima partita, Harry viene inseguito e ferito da un Bolide palesemente manomesso, che sembra voler abbattere solo lui a tutti i costi. Costretto a passare una notte in infermeria, il ragazzo riceve una visita improvvisa di Dobby, che ammette di essere stato lui a stregare il Bolide e a bloccare il passaggio per il binario 9 ¾, per allontanarlo da Hogwarts in modo da salvargli la vita. Quella stessa notte Colin Canon, uno studente di Grifondoro del primo anno appassionato di fotografia e che nutre una vera e propria venerazione verso Harry, viene trovato pietrificato. A seguito di ciò, il professor Allock decide di fondare il Club dei Duellanti per insegnare agli studenti a difendersi. Il primo incontro si svolge tra Harry e Malfoy: quest'ultimo fa apparire un serpente che sembra voler attaccare un ragazzo di nome Justin Finch-Fletchley, e Harry, per impedirglielo, senza accorgersene, inizia a parlare in Serpentese. Si scopre quindi che Harry è un Rettilofono, rara abilità appartenuta anche a Salazar Serpeverde e ritenuta segno di magia oscura. Per questo motivo, alcuni studenti si convincono che Harry sia l'erede di Serpeverde ed iniziano ad evitarlo. La situazione peggiora ulteriormente quando Justin Finch-Fletchley e il fantasma Nick-Quasi-Senza-Testa, lo spettro ufficiale della Casa di Grifondoro, vengono trovati pietrificati, con Harry che, casualmente, si ritrova a passare di lì proprio in quel momento.
Durante le vacanze di Natale Hermione finisce di preparare la pozione Polisucco. Harry e Ron quindi assumono le sembianze rispettivamente di Goyle e Tiger, si infiltrano nella sala comune di Serpeverde e scoprono che Malfoy non solo non è l'erede di Serpeverde ma non ha nemmeno la minima idea di chi esso sia; allo stesso tempo, però, Draco dice di aver saputo da suo padre che la Camera dei Segreti è già stata aperta cinquant'anni prima e che in tale occasione è morta una studentessa nata babbana. Qualche giorno dopo, Harry e Ron trovano un vecchio diario appartenuto ad uno studente chiamato Tom Orvoloson Riddle. Le pagine del diario sono tutte bianche ma, successivamente, Harry scopre che scrivendo su di esso è possibile comunicare con Riddle, il quale accetta di mostrargli degli eventi accaduti cinquant'anni prima. Harry viene quindi risucchiato nel diario e, assistendo come uno spettatore esterno, scopre che a quel tempo Hagrid era stato accusato di aver aperto la Camera dei Segreti e di aver fatto uscire il mostro che vi era rinchiuso, responsabile della morte di una studentessa nata babbana, proprio come Malfoy aveva detto. All’epoca si ritenne che il mostro fosse un'Acromantula di nome Aragog, trovata in possesso di Hagrid, che però riuscì a farla scappare nella Foresta Proibita. Harry si rende conto che è questo il motivo per cui Hagrid è stato espulso da Hogwarts, con il divieto di praticare la magia.
Pochi giorni dopo, il diario di Riddle viene rubato dalla camera di Harry mentre Hermione ed il prefetto di Corvonero Penelope Light vengono ritrovate pietrificate in biblioteca. Hagrid viene quindi arrestato dal Ministro della Magia in persona, Cornelius Caramell, per poi essere condotto ad Azkaban, la prigione dei maghi, con l'accusa di aver riaperto la Camera dei Segreti. Anche Silente viene allontanato da Hogwarts per decisione di Lucius Malfoy e degli altri consiglieri della scuola, essendo stato ritenuto non in grado di gestire la situazione. Prima di venire portato via, Hagrid consiglia a Harry e Ron di seguire i ragni fin dentro la Foresta Proibita. I due ragazzi lo fanno, seppure Ron, terrorizzato dai ragni, sia molto riluttante. Nella foresta, i due amici incontrano il gigantesco Aragog, che rivela loro di non essere lui il mostro della Camera dei Segreti, per poi farli aggredire dai suoi figli; i due vengono salvati dall'arrivo dell'auto del padre di Ron. Tornati al castello, Harry e Ron trovano un appunto in mano ad Hermione dal quale si scopre che la ragazza, prima di essere aggredita, aveva risolto il dilemma: il mostro è un Basilisco, un enorme serpente dalle zanne velenosissime che vive per secoli ed uccide con lo sguardo (sguardo che invece pietrifica se osservato indirettamente), che si sta spostando nel castello attraverso le tubature. Il Basilisco, ovviamente, era stato messo nella Camera dei Segreti da Salazar Serpeverde circa un millennio prima. Harry, ripensando al racconto di Aragog, capisce che la ragazza nata babbana uccisa cinquant'anni prima è Mirtilla Malcontenta, il fantasma che infesta uno dei bagni delle ragazze al terzo piano, che la terribile voce che sentiva era proprio quella del Basilisco e che solo lui riusciva a sentirla in quanto Rettilofono.
A questo punto la sorella minore di Ron, Ginny Weasley, scompare, portata dal mostro all'interno della Camera, quindi gli altri insegnanti decidono di lasciare che sia il professor Allock ad affrontare il mostro. Harry e Ron si offrono di aiutarlo e scoprono che in realtà Allock non ha mai compiuto nessuna delle gesta di cui si vanta tanto: esso è abile solo negli incantesimi di memoria, che ha lanciato sui maghi e sulle streghe che furono i reali artefici delle imprese in modo da attribuirsene poi il merito. I due ragazzi, nonostante tutto, lo costringono a scendere con loro nella Camera dei Segreti, la cui entrata si trova nel bagno di Mirtilla Malcontenta. Harry riesce ad aprire l'ingresso parlando in Serpentese. Una volta entrati nella Camera, però, Allock si impossessa della bacchetta di Ron e tenta di lanciare un incantesimo di memoria sui ragazzi: essendo la bacchetta di Ron rotta, l'incantesimo gli si ritorce contro, facendogli perdere totalmente la memoria. L'incantesimo provoca anche il crollo di una parete, dividendo il gruppo. Harry, rimasto solo, è costretto a proseguire per conto suo. Entrato nella Camera, Harry trova Ginny riversa a terra, con accanto la figura del giovane Tom Riddle, uscito dal diario sotto forma di ricordo quasi evanescente. Il ricordo del ragazzo rivela ad Harry di chiamarsi per esteso Tom Orvoloson Riddle, meglio conosciuto come Lord Voldemort: è lui l'erede di Serpeverde ed è lui che aveva aperto la Camera dei Segreti cinquant'anni prima, facendo poi ricadere la colpa sul povero Hagrid. A inizio anno Ginny aveva trovato il diario e, attraverso di esso, Riddle si era impossessato di lei, obbligandola ad eseguire i suoi ordini e assorbendo la sua energia per poter tornare in vita. La ragazza a un certo punto aveva capito che il diario era malvagio e aveva tentato di disfarsene, ma una volta scoperto che Harry l'aveva trovato se l'era ripreso, quindi Riddle l'aveva costretta a raggiungerlo nella Camera dei Segreti per attirarvi Harry. Voldemort, ovviamente, è ancora deciso ad uccidere Harry, quindi lo fa attaccare dal Basilisco, che solo lui può controllare, in quanto vero erede di Serpeverde. Quando tutto sembra perduto, appare Fanny, la fenice del professor Silente, che acceca il Basilisco e porta ad Harry il Cappello Parlante, all'interno del quale compare la Spada di Godric Grifondoro. Harry, dopo un'estenuante battaglia, riesce ad uccidere il mostro trafiggendolo con la spada, ma in quel momento un dente del Basilisco si stacca e lo ferisce al braccio, avvelenandolo e lasciandolo in punto di morte. Fanny fa cadere sulla ferita le sue lacrime curative, salvando il ragazzo, che pugnala il diario di Riddle con una zanna del Basilisco, distruggendolo insieme al ricordo di Voldemort, che viene quindi sconfitto e Ginny salvata appena in tempo.
Harry viene poi a sapere da Silente che la notte in cui Voldemort tentò di ucciderlo gli passò alcune delle sue capacità, come parlare il Serpentese, lasciandogli sulla fronte la cicatrice a forma di saetta. Harry intuisce che è stato Lucius Malfoy a far trovare il diario di Riddle a Ginny, lasciandolo scivolare nel suo calderone a Diagon Alley quando le famiglie Weasley e Malfoy si erano scontrate prima dell’inizio dell’anno scolastico. Il ragazzo scopre anche che Dobby è l'elfo domestico di casa Malfoy e, grazie ad uno stratagemma, lo libera; Allock, invece, persa definitivamente la memoria, viene ricoverato in ospedale.
Il libro si conclude con la festa di fine anno, alla quale partecipano anche Hagrid, appena scagionato, e tutti coloro che erano stati pietrificati, guariti grazie alla Pozione depietrificante preparata dalla Professoressa Sprite, insegnante di Erbologia.

## Capitoli
1. Il peggior compleanno (The Worst Birthday)
2. L'avvertimento di Dobby (Dobby's Warning)
3. La Tana (The Burrow)
4. Alla libreria Il Ghirigoro (At Flourish and Blotts)
5. Il Platano Picchiatore (The Whomping Willow)
6. Gilderoy Allock (Gilderoy Lockhart)
7. Mezzosangue e mezze voci (Mudbloods and Murmurs)
8. La festa di Complemorte (The Deathday Party)
9. La scritta sul muro (The Writing on the Wall)
10. Il bolide fellone (The Rogue Bludger)
11. Il Club dei Duellanti (The Duelling Club)
12. La Pozione Polisucco (The Polyjuice Potion)
13. Il diario segretissimo (The Very Secret Diary)
14. Cornelius Caramell (Cornelius Fudge)
15. Aragog (Aragog)
16. La Camera dei Segreti (The Chamber of Secrets)
17. L'erede di Serpeverde (The Heir of Slytherin)
18. Un premio per Dobby (Dobby's Reward)

### Personaggi introdotti
- Dobby: l'elfo domestico della famiglia Malfoy. Gli elfi domestici sono i servi delle famiglie di maghi. Non ricevono stipendi e sono legati ad una particolare famiglia generazione dopo generazione. Possono essere liberati solo se i loro padroni donano loro degli abiti.
- Ginny Weasley: la più piccola della famiglia, al suo primo anno ad Hogwarts, unica figlia femmina della famiglia. Ha un debole per Harry.
- Arthur Weasley: il capofamiglia, un mago molto interessato ai babbani, lavora al Ministero della Magia all'Ufficio per l'Uso Improprio dei Manufatti dei Babbani, il quale si occupa proprio di scovare persone che incantano gli oggetti babbani.
- Lucius Malfoy: padre di Draco Malfoy, mago oscuro.
- Gilderoy Allock: mago di fama internazionale, scrittore di numerosi libri autobiografici, nuovo insegnante di Difesa contro le Arti Oscure a Hogwarts.
- Justin Finch-Fletchley: studente di Tassorosso figlio di babbani.
- Colin Canon: al primo anno dei Grifondoro, figlio di babbani, patito della fotografia e grande ammiratore di Harry.
- Godric Grifondoro, Tosca Tassorosso, Priscilla Corvonero e Salazar Serpeverde: fondatori di Hogwarts.
- Mirtilla Malcontenta: il fantasma di una ragazza che vive nel bagno delle ragazze al primo piano, cotta di Harry e soggetta a continue crisi di nervi durante le quali allaga il bagno.
- Penelope Light: prefetto di Corvonero e fidanzata di Percy.
- Tom Orvoloson Riddle: il giovane Lord Voldemort prima che usasse il suo pseudonimo.

### Animali magici
- Folletti della Cornovaglia, piccole creature blu amanti del caos.
- Aragog, l'acromantula di Hagrid, è un ragno gigante che egli ha cresciuto da quando frequentava la scuola.
- Fanny, la fenice del professor Silente. Le lacrime di fenice hanno poteri curativi.
- Basilisco, un serpente gigantesco dallo sguardo fatale. Può essere ucciso dal canto del gallo. Il basilisco nella realtà è una grossa lucertola con quattro zampe dai piedi palmati, corre così velocemente che può dare l'impressione di camminare sull'acqua.

### Luoghi introdotti

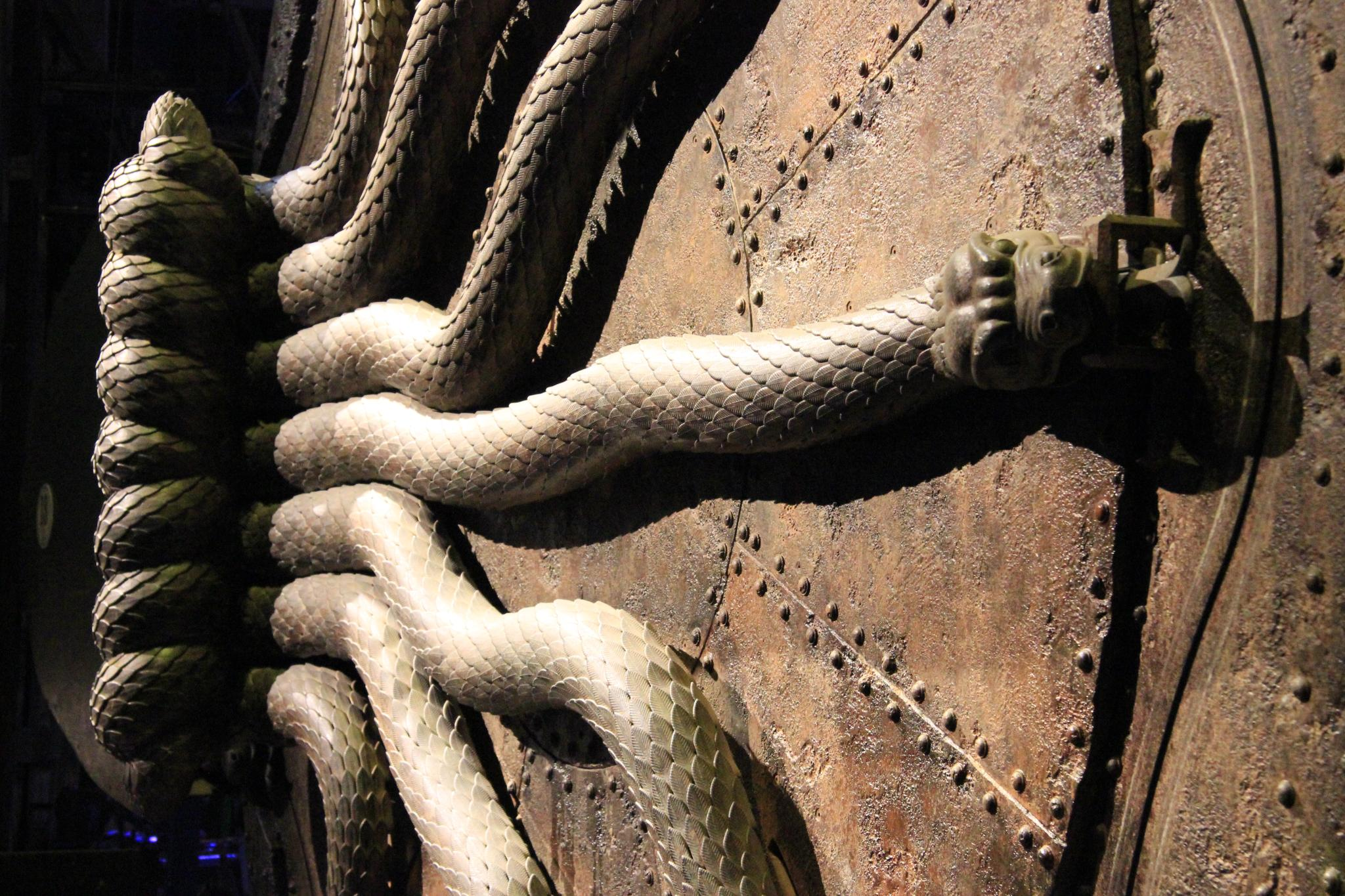
La camera dei segreti, nella trasposizione cinematografica

- Casa Weasley, detta la Tana viene descritta come quello che una volta doveva essere un grande porcile di pietra al quale sono stati aggiunti vari piani che sembrano tenersi in piedi per magia. Ha un grande giardino che avrebbe bisogno di una sistemata, con le aiuole che pullulano di piante sconosciute da Harry e infestato dai gnomi. Sono presenti anche galline pasciute che razzolano liberamente. Ci viene descritta anche la cucina, regno della signora Weasley, piccola e piena di oggetti interessanti come una radio sintonizzata su canali magici ed un orologio con una sola lancetta che al posto dei numeri reca messaggi come sei in ritardo. Poi si ha una fugace descrizione della camera dei gemelli dalla quale Harry ci spiega continuano a provenire esplosioni ritenute normali e della soffitta, nella quale vive un demone, che approfitta dei momenti di silenzio per far sbattere rumorosamente le catene che porta. La camera di Ron è invece preceduta da una porta scrostata con una targa che reca il nome di Ron, mentre al suo interno è di color arancione violento perché ogni parte del muro è stata coperta da poster dei 7 giocatori della squadra preferita di Ron, i Cannoni di Chudley. È presente anche un copriletto, sempre arancione, con due grandi C ricamate ed una palla di cannone che formano lo stemma della squadra.
- Ufficio per l'Uso Improprio dei Manufatti dei Babbani, dove lavora il signor Weasley. Ha il compito di individuare quei manufatti babbani che sono stati modificati dai maghi e che potrebbero essere pericolosi per i babbani. In realtà verrà descritto solamente nel sesto libro ma viene comunque nominato da Ron che spiega che il padre lavora con un uomo anziano di nome Perkins.
- La polvere volante, che viene usata per viaggiare attraverso la Metropolvere
- La Metropolvere è il sistema di connessione con cui tutti i camini di famiglie magiche sono collegati.
- La libreria Il Ghirigoro, dove si acquistano i libri di scuola. Qui Harry e gli altri conoscono il futuro insegnante di Difesa contro le arti oscure, Gilderoy Allock. Inoltre è il luogo in cui si accenderà una rissa tra Arthur Weasley e Lucius Malfoy.
- La Camera dei Segreti, la camera segreta costruita da Salazar Serpeverde. Si trova nei sotterranei della scuola e per accedervi si deve passare dal bagno delle ragazze in cui vive Mirtilla Malcontenta. Dopo essere scivolati lungo il passaggio ci si trova nelle fogne dove è nascosto un grande luogo con la statua di Salazar Serpeverde al centro. È il luogo in cui viene portata Ginny Weasley e in cui Harry sconfigge il Basilisco.
- Azkaban, la prigione dei maghi.
- Notturn Alley, il quartiere magico confinante a Diagon Alley, luogo dei negozi di magia nera. Harry finisce nel negozio di Magie Sinister dopo l'incidente con la Polvere Volante. È il più grande della zona e qui il ragazzo assiste alla vendita di alcuni prodotti da parte di Lucius Malfoy e del figlio Draco Malfoy al proprietario, Sinister. Al suo interno troviamo un pavimento di pietra freddo e molte vetrinette con all'interno vari oggetti che ci vengono descritti: la mano della gloria, una mano che, una volta inserita una candela accesa, è in grado di far luce solo a chi la tiene in mano; una corda da impiccagione; una collana con un cartellino che avvisa che essa è maledetta e che fino a quel momento è costata la vita a diciannove babbani. Inoltre è presente un grande armadio nero nel quale Harry si nasconde durante la contrattazione.

## Traduzione in italiano
- Mezzosangue è il termine che nella prima traduzione italiana riassume due termini diversi della versione inglese: mudblood (sangue sporco, infangato) indica esclusivamente i maghi figli di babbani, è un termine dispregiativo, mentre il suo corrispettivo politicamente corretto è "muggle-born wizard" (mago nato-babbano); halfblood (mezzosangue) è invece un termine neutro che indica chi ha almeno un genitore o nonno babbano. Nella nuova traduzione il termine mezzosangue è stato sostituito con sanguemarcio.
- Il vero nome di Lord Voldemort è Tom Marvolo Riddle: Riddle ha coniato il nome con cui verrà poi conosciuto da tutti anagrammando le lettere del suo nome negli anni in cui era studente ad Hogwarts. Per esigenze di assonanza, nella versione italiana del romanzo il secondo nome da Marvolo diventò Orvoloson, permettendo perciò una traslitterazione accettabile dell'anagramma inglese I am Lord Voldemort in Son io Lord Voldemort. Tale accorgimento verrà in futuro preso anche nel film, in quanto in tutte le parti sottotitolate in cui il vero nome di Voldemort appare, figura la versione italiana del nome e dell'anagramma (compresa la scena nella camera dei segreti in cui il ricordo di Riddle scrive il suo nome con la bacchetta).
- Nella prima traduzione italiana del libro, in alcune edizioni, la Casa di Corvonero era stata chiamata "Pecoranera". Il nome è stato poi cambiato nelle edizioni successive.